# Ewa Krauze
Ewa Krauze (ur. 15 czerwca 1950 w Ostrołęce) – polska kostiumografka, absolwentka Akademii Sztuk Pięknych w Łodzi. Członkini Polskiej Akademii Filmowej i Stowarzyszenia Filmowców Polskich. Dwukrotna laureatka Nagrody za kostiumy na Festiwalu Polskich Filmów Fabularnych w Gdyni i laureatka dwóch Polskich Nagród Filmowych, Orzeł w kategorii najlepsze kostiumy (ponadto trzykrotnie nominowana w tej kategorii). Wykładowczyni w Społecznej Akademii Nauk.

## Filmografia
- Aria dla atlety (1979)
- Wizja lokalna 1901 (1980)
- Wojna światów – następne stulecie (1981)
- Limuzyna Daimler-Benz (1981)
- Nadzór (1983)
- O-bi, o-ba. Koniec cywilizacji (1984)
- Ga, ga. Chwała bohaterom (1985)
- Legend of the White Horse (1986)
- Pociąg do Hollywood (1987)
- Ucieczka z kina „Wolność” (1990)
- Pożegnanie jesieni (1990)
- Komedia małżeńska (1993)
- Fuks (1999)
- Prymas. Trzy lata z tysiąca (2000)
- Dzień świra (2002)
- Skazany na bluesa (2005)
- Strajk. Die Heldin vov Danzig (2006)
- Różyczka (2010)

## Nagrody i nominacje
- 1990 – Nagroda za kostiumy do filmu Pożegnanie jesieni na Festiwalu Polskich Filmów Fabularnych w Gdyni
- 2001 – nominacja do Polskiej Nagrody Filmowej, Orzeł za kostiumy do filmu Prymas. Trzy lata z tysiąca
- 2003 – nominacja do Polskiej Nagrody Filmowej, Orzeł za kostiumy do filmu Dzień świra
- 2005 – Nagroda za kostiumy do filmu Skazany na bluesa na Festiwalu Polskich Filmów Fabularnych w Gdyni
- 2006 – Polska Nagroda Filmowa, Orzeł za kostiumy do filmu Skazany na bluesa
- 2008 – nominacja do Polskiej Nagrody Filmowej, Orzeł za kostiumy do filmu Strajk. Die Heldin von Danzig
- 2019 – Polska Nagroda Filmowa, Orzeł za kostiumy do filmu Kamerdyner